# Liste der Biografien/Prel
Liste der Biografien |
Portal Biografien |
Personensuche
# |
A |
B |
C |
D |
E |
F |
G |
H |
I |
J |
K |
L |
M |
N |
O |
P |
Q |
R |
S |
T |
U |
V |
W |
X |
Y |
Z |
?
 
Pa |
Pc |
Pe |
Pf |
Ph |
Pi |
Pj |
Pk |
Pl |
Pm |
Pn |
Po |
Pr |
Ps |
Pt |
Pu |
Pv |
Pw |
Py
 
Pra |
Prc |
Pre |
Pri |
Prj |
Prk |
Prl |
Pro |
Prp |
Prs |
Prt |
Pru |
Prv |
Pry |
Prz
 
Prea |
Preb |
Prec |
Pred |
Pree |
Pref |
Preg |
Preh |
Prei |
Prej |
Prek |
Prel |
Prem |
Pren |
Preo |
Prep |
Prer |
Pres |
Pret |
Preu |
Prev |
Prew |
Prex |
Prey |
Prez
Die Liste der Biografien führt alle Personen auf, die in der deutschsprachigen Wikipedia einen Artikel haben. Dieses ist eine Teilliste mit 60 Einträgen von Personen, deren Namen mit den Buchstaben „Prel“ beginnt.

## Prel
- Prel, Friedrich du (1798–1891), bayerischer Regierungsbeamter
- Prel, Maximilian du (1904–1945), deutscher Autor, NSDAP-Mitglied und Angestellter in der Verwaltung des Generalgouvernements

### Prela
- Prela, Ndrek (1920–2011), albanischer Schauspieler
- Prela, Nikë (1918–1996), römisch-katholischer Bischof
- Prelà, Tommaso (1765–1846), italienischer Mediziner

### Preld
- Preldžić, Emir (* 1987), bosnisch-türkischer Basketballspieler

### Prele
- Prelec, Nik (* 2001), slowenischer Fußballspieler
- Preleuthner, Johann (1807–1897), österreichischer Bildhauer
- Prelević, Anna (* 1990), Miss Griechenland
- Prelević, Branislav (* 1966), serbisch-griechischer Basketballspieler
- Prelević, Luciano Moše (* 1953), kroatischer Geistlicher, Rabbiner der Jüdischen Gemeinde Zagreb

### Preli
- Prelicz, Jonathan (* 1990), Schweizer Politiker und klassischer Sänger
- Prelicz-Huber, Katharina (* 1959), Schweizer Politikerin (Grüne)Katharina Prelicz-Huber (* 1959)

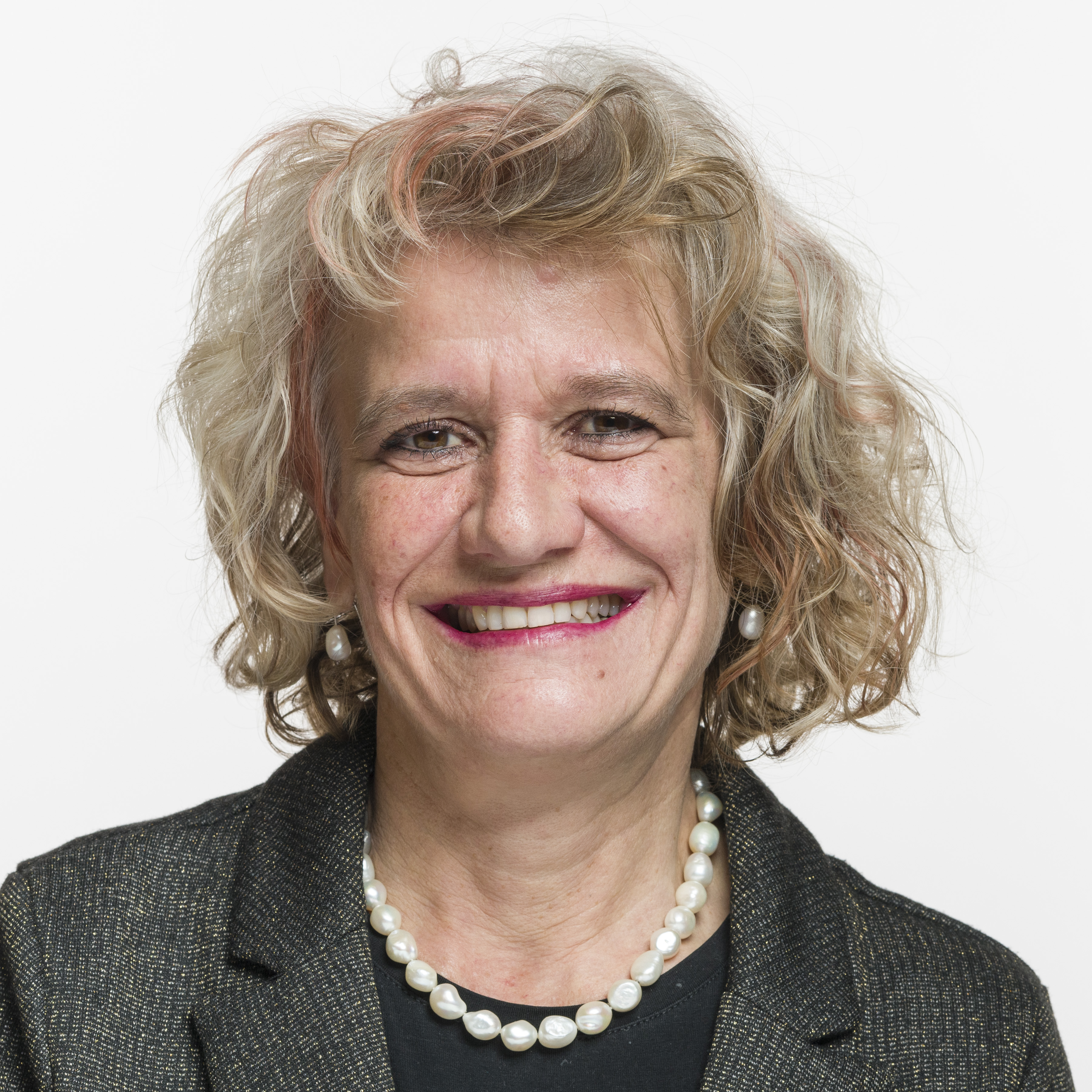
Katharina Prelicz-Huber (* 1959)

- Prelinger, Kurt (* 1931), österreichischer Verleger, Maler und Kunstmäzen

### Prelj
- Preljocaj, Angelin (* 1957), französischer Tänzer und Choreograf
- Preljub († 1356), serbischer Woiwode und Kaisar (Caesar), Statthalter von Thessalien unter Zar Stefan Uroš IV. Dušan

### Prell
- Prell, Andrea (* 1975), deutsche Krankenpflegerin und Politikerin (SPD), MdL Niedersachsen
- Prell, Andreas (1820–1881), deutscher Kaufmann und Politiker (NLP), MdR
- Prell, August (1856–1926), deutscher Verleger und Journalist
- Prell, August Heinrich († 1853), deutscher Apotheker und Brauereigründer
- Prell, Bally (1922–1982), deutsche Vortragskünstlerin und VolkssängerinBally Prell (1922–1982)

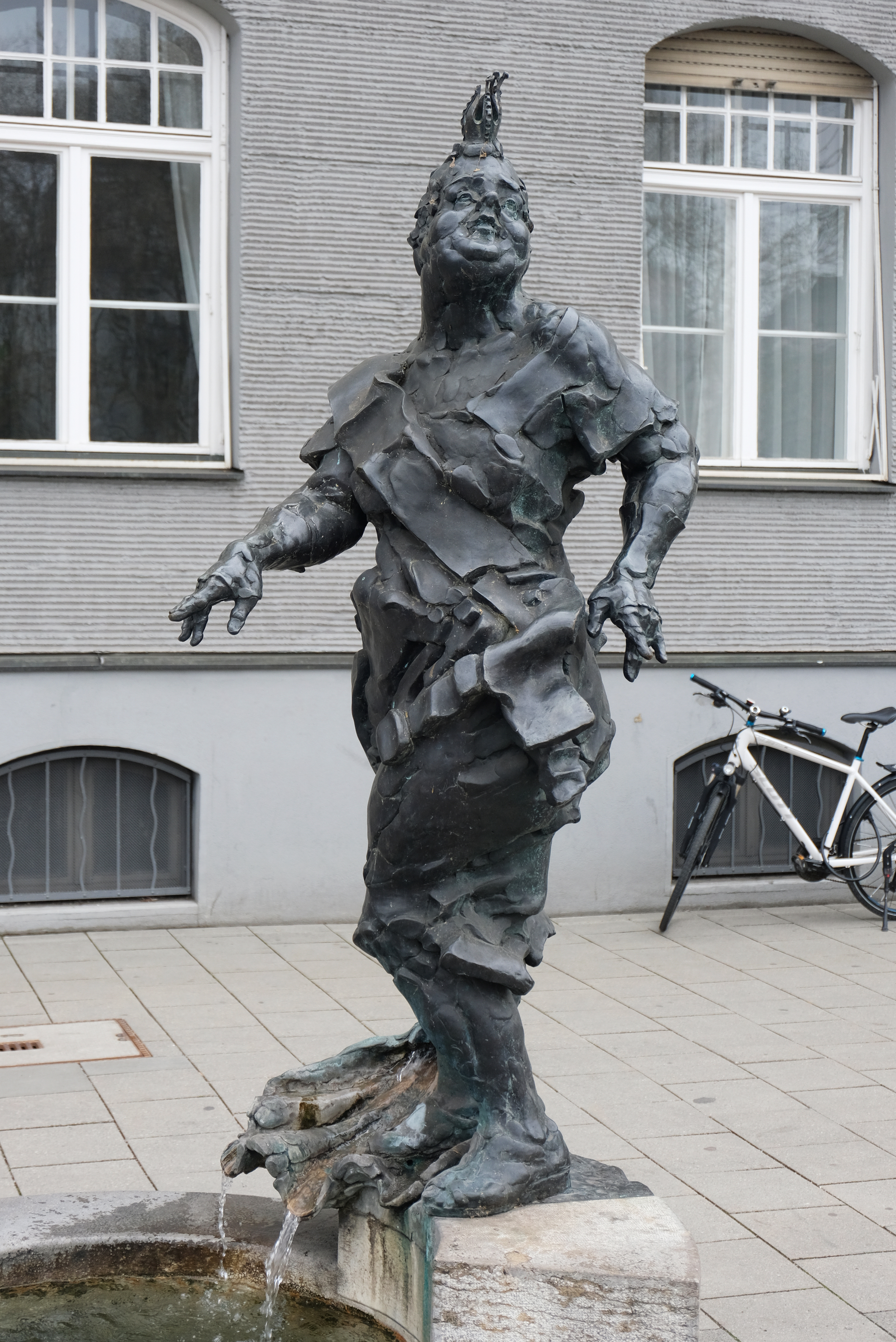
Bally Prell (1922–1982)

- Prell, Emmy (1917–1995), schweizerisch-deutsche Sopranistin
- Prell, Heinrich (1888–1962), deutscher Zoologe und Forstwissenschaftler
- Prell, Hermann (1854–1922), deutscher Bildhauer und Maler
- Prell, Hermann H. (1925–2019), deutscher Biologe und Hochschullehrer
- Prell, Ignaz (1805–1874), deutscher Politiker
- Prell, Peter (* 1941), deutscher Fußballspieler und Fußballtrainer
- Prell, Sieglinde (* 1953), deutsche Tischtennisspielerin
- Prell, Uwe (* 1959), deutscher Politologe, Historiker und Stadtforscher
- Prell, Walter (1857–1935), deutscher Landschafts- und Genremaler der Düsseldorfer Schule
- Prelle, Johannes (1875–1947), deutscher Theologe und Politiker (DHP), MdL
- Prelle, Michael (* 1951), deutscher Schauspieler, Hörspiel- und Synchronsprecher
- Prelle, Uta (* 1963), deutsche Schauspielerin
- Preller, Alexis (1911–1975), südafrikanischer Maler
- Preller, Andreas (* 1942), deutscher Politiker (SPD), MdL
- Preller, Friedrich der Jüngere (1838–1901), deutscher Landschafts- und Marinemaler
- Preller, Friedrich, der Ältere (1804–1878), deutscher KunstlehrerFriedrich Preller der Ältere (1804–1878)

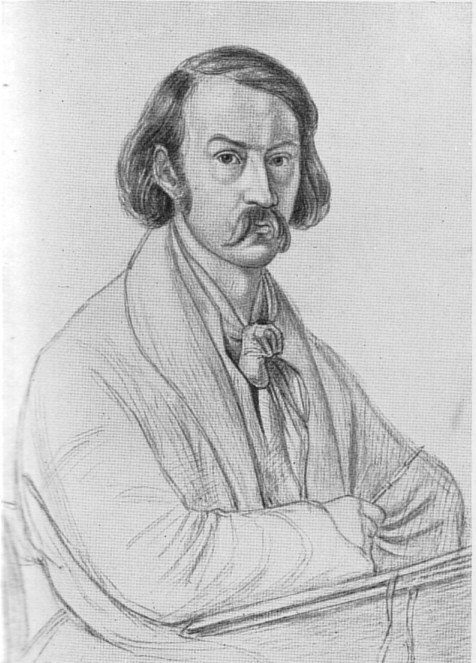
Friedrich Preller der Ältere (1804–1878)

- Preller, Fritz (* 1918), deutscher FDGB-Funktionär, MdV
- Preller, Hugo (1886–1968), deutscher Historiker
- Preller, Johann Gottlieb (1727–1786), deutscher Kantor, Komponist und Landvermesser
- Preller, Julius (1834–1914), deutscher Freizeitmaler, Maschinenbautechniker, Eisenwerksdirektor
- Preller, Klaus (* 1939), deutscher Basketballschiedsrichter und -spieler
- Preller, Louis (1822–1901), deutscher Landschaftsmaler
- Preller, Ludwig (1809–1861), deutscher Altphilologe
- Preller, Ludwig (1897–1974), deutscher Politiker (SPD), MdL, MdB
- Preller, Ophelia (* 1998), deutsche Kanutin
- Preller-Gutdeutsch, Ruth (* 1931), US-amerikanische Schauspielerin und Schauspiellehrerin
- Prelleur, Peter (1705–1741), englischer Organist, Cembalist, Komponist und Musiktheoretiker
- Prellwitz, Gertrud (1869–1942), deutsche Lehrerin und Schriftstellerin
- Prellwitz, Paul (1886–1957), deutscher Politiker (NSDAP)
- Prellwitz, Wolf-Heinrich (1933–2016), deutscher Spion, Mitarbeiter des Bundesministeriums der Verteidigung

### Prelo
- Prelog, Drago J. (1939–2020), slowenisch-österreichischer Maler und Grafiker
- Prelog, Iztok, slowenischer Bogenbiathlet
- Prelog, Linde (* 1949), österreichische Schauspielerin, Autorin, Liedermacherin, Sängerin und Kabarettistin
- Prelog, Matej (* 1980), slowenischer Ruderer
- Prelog, Vladimir (1906–1998), Schweizer ChemikerVladimir Prelog (1906–1998)

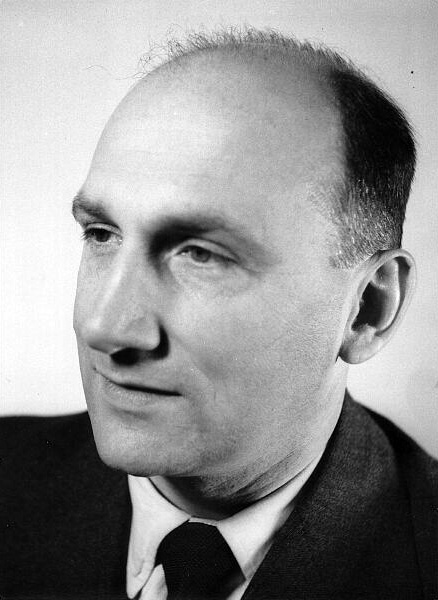
Vladimir Prelog (1906–1998)

- Prelogar, Elizabeth (* 1980), US-amerikanische Juristin und Solicitor General of the United States
- Prelogar, Jože (* 1959), jugoslawischer bzw. slowenischer Fußballtrainer
- Preloran, Jorge (1933–2009), argentinisch-US-amerikanischer Dokumentarfilmer

### Prels
- Prels, Max (1878–1926), österreichischer Schriftsteller und Publizist in Wien und Berlin